# Corrado Carosio
Corrado Carosio (Alessandria, 27 dicembre 1967) è un compositore e pianista italiano.

## Biografia
Si è diplomato in pianoforte, con Mario Delli Ponti, presso il Conservatorio Antonio Vivaldi di Alessandria, dove ha studiato anche composizione e musica corale. Si è specializzato nella canzone popolare al CPM di Milano ed è stato direttore del coro della Brigata Alpina Taurinense. Ha diretto L'Orchestra Sinfonica Nazionale della Rai durante le sessioni di registrazione per le colonne sonore "Non Uccidere" e "Rocco Schiavone".
Alla fine degli anni novanta, insieme a Pierangelo Fornaro, ha dato vita al sodalizio artistico Bottega del suono, con il quale ha composto e realizzato musiche originali per la TV (Non Uccidere, Rocco Schiavone), il Cinema (Mai + come prima, Buio) e la Pubblicità (Bmw, Intesa Sanpaolo, Coca Cola, Rai Canone, Fiat, 12.40...) 
Caratterizzata da un approccio multistilistico, la produzione musicale di Corrado Carosio prende avvio dalle forme, dagli strumenti e dalle voci della tradizione popolare e si sviluppa attraverso l'elaborazione e il trattamento elettronico del suono.
Il 27 Dicembre 2017, con altri testimonial italiani (dello sport, dell’università, della scienza, dell’arte e della cultura, nati il 27 dicembre) ha preso parte al video “Di sani principi”, realizzato dal Senato della Repubblica, per i 70 anni della Costituzione italiana.

## Filmografia

### Cinema
- Hannover, regia di Ferdinando Vicentini Orgnani (2003)
- La Rosa Muta, regia di Craig Bell (2004) - corto
- Mai + come prima, regia di Giacomo Campiotti (2005)
- L'uomo che sconfisse il boogie, regia di Davide Cocchi (2006) - documentario
- Il re dell'Isola, regia di Raimondo della Calce (2009) - corto di animazione
- Tutti i rumori del mare, regia di Federico Brugia (2012)
- La prestazione, regia di Alberto Basaluzzo (2014) - corto
- Vudu Dolls, regia di Raimondo della Calce (2014) - corto di animazione
- Banana (canzoni originali), regia di Andrea Jublin (2014)
- Buio, regia di Emanuela Rossi (2020)
- Il Mammone, regia di Giovanni Bognetti (2022)

### Televisione
- Colpi di sole, regia di Mariano Lamberti - serie TV (2006)
- Ondino, regia di Raimondo della Calce - serie animata (2009)
- Impazienti, regia di Celeste Laudisio - serie TV (2014)
- Orange Is the New Black – serie TV, episodio 2x02 (2014)
- Non uccidere – serie TV (2015-2017)
- Rocco Schiavone – serie TV (2016-in corso)
- Non ho niente da perdere, regia di Fabrizio Costa - film TV (2019)
- Oltre la soglia, regia di Monica Vullo e Riccardo Mosca - serie TV (2019)
- Digitare il codice segreto, regia di Fabrizio Costa - film TV (2021)
- Vostro onore, regia di Alessandro Casale – serie TV (2022)
- Il re, regia di Giuseppe Gagliardi - serie TV (2022-2024)
- Una Scomoda Eredità, regia di Fabrizio Costa - film TV (2022)

## Riconoscimenti
- SIAE Music Awards 2023[8] Nomination nella sezione "Colonna sonora TV” per una “Scomoda Eredità"
- Premio ColonneSonore.net 2016  "Migliore musica per fiction TV italiana" (Rocco Schiavone)[9]
- 48° Key Award cat. Sound Design (spot Cucine LUBE)[10]
- Premio miglior colonna sonora al 17* Genova Film Festival (Vudu Dolls)[11]
- I° Concorso di Composizione Angelo Francesco Lavagnino per musiche da film.[12]